# Lurene Tuttle
Lurene Tuttle (ur. 29 sierpnia 1907 w Pleasant Lake w stanie Indiana, zm. 28 maja 1986 w Encino w Los Angeles) – amerykańska aktorka filmowa i telewizyjna. Teściowa światowej sławy kompozytora muzyki filmowej Johna Williamsa i babcia wokalisty zespołu rockowego Toto Josepha Williamsa.

## Filmografia

### Seriale
- 1951: Schlitz Playhouse of Stars
- 1954: Studio 57
- 1958: Poszukiwany: żywy lub martwy  jako pani Walker
- 1960: Pete and Gladys  jako pani Slocum
- 1964: The Munsters  jako pani Morton
- 1968: Julia  jako Hannah Yarby
- 1982: Matt Houston  jako kwiaciarka
- 1982: St. Elsewhere  jako matka Elleny
- 1985: Niesamowite historie  jako Harriet Wendse

### Filmy
- 1934: Rewolucja śmiechu jako stenografistka
- 1951: Goodbye, My Fancy jako Ellen Griswold
- 1955: Usłyszeć muzykę jako pani McGinley
- 1960:  Psychoza jako pani Chambers
- 1975: Walking Tall Part II jako babcia Pusser
- 1979: Mordercze eksperymenty jako babcia
- 1983: Shooting Stars jako pani Brand

## Wyróżnienia
Za rolę Hannah Yarby w serialu Julia została nominowana do nagrody Emmy, a także posiada dwie gwiazdy na Hollywoodzkiej Alei Gwiazd.